# Harpo Marx
Harpo Marx (23 de novembre de 1888 - 28 de setembre de 1964) va ser el segon dels cinc germans Marx. El seu veritable nom era Adolph Marx, encara que posteriorment se'l canvià per Arthur.

## Vida

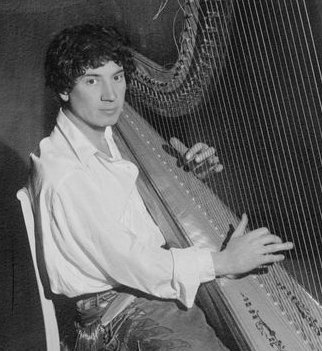
Harpo Marx, 1926

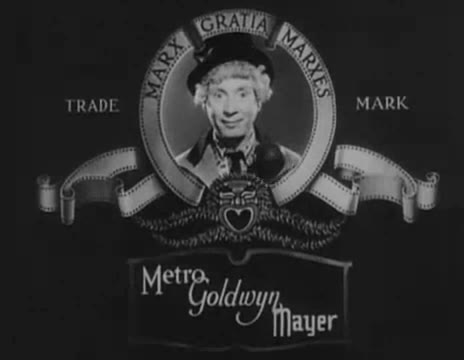
Harpo, parodiant el lleó de la MGM.

La seva principal característica era la innocència i sinceritat, com li va dir al seu fill, mai vaig viure una segona infància perquè mai he sortit de la primera. Va deixar l'escola molt d'hora, ja que era el centre de totes les pallisses dels irlandesos. El tiraven per la finestra quan la professora marxava, fins que un dia se'n va cansar i no hi va tornar a entrar.
Passava d'un treball a un altre, va fer d'aplegapilotes de Marie Wagner, apilava fusta a la pastisseria Goodkind en la Tercera Avinguda, treballava a Geiger's Dairy and Dried Fruits, va fer de grum a l'hotel Seville i de noi dels cigarrets al club German Freundschaft per vint-i-cinc cèntims diaris més totes les hamburgueses que es pogués endur. El més a prop que va ser del món de l'espectacle fou quan passejà els gossos d'una estrella anglesa del vodevil, Cissie Loftus.
Va aprendre a tocar el piano amb el seu germà Leonard (Chico Marx), però només se sabia dues cançons Waltz Me Around Again, Willie i Love Me and the World is Mine. Eren les úniques cançons que tocava en els seus treballs com a pianista quan substituïa al seu germà Leonard. Mai va ser capaç de llegir les partitures però les seves interpretacions a l'arpa, clarinet i piano eren impecables.
No se sabia ben bé com acabaria la seva vida perquè l'única manera d'aconseguir diners que tenia era amb el seu germà Leonard amb la bestreta de rellotges de cucut o la venda de gats amb Julius (Groucho Marx). Es va trobar amb un estafador que el portava de viatge amb ell, li donava menjar i hostalatge en hotels que no pagava, amb l'única condició de posar les habitacions a nom d'ell. Però molts cops l'habitació no es pagava i acabava a la presó fins que l'endemà l'estafador li pagava la fiança. Això va durar fins que el seu pare el va rescatar d'aquell home.
Va construir el personatge de Harpo observant la vida a la ciutat i els personatges que l'envolten. Durant la seva joventut veia un fabricant de cigars que treballava en la seva botiga tan capficat a la feina que no era conscient de la cara tan graciosa que feia. Per cargolar cigars enrotllava la llengua, inflava les galtes i els ulls se li sortien de les òrbites mentre ajuntava els ulls com un guenyo. Adolph va imitar aquesta ganyota i la va batejar amb el nom del dependent: Gookie.
Va veure que l'art era més rendible que vendre cacauets. Per això, mentre treballava de noi dels encàrrecs en una casa de Brooklyn on se celebrava una vetlla, va veure que hi havia un piano i va tocar Waltz Me Around Again, Willie. Acte seguit els familiars, borratxos, li van llençar nombroses monedes.
Per això, va contestar a un anunci que es buscava pianista per a un bar, anomenat La Taverna dels temps feliços, en el 1907. La primera resposta de la dona va ser de rebuig dient-li Vés-te'n d'aquí, petit jueu fill de puta, llavors va canviar d'opinió i el va contractar. Havia de tocar el piano en un establiment de Long Island mentre les noies parlaven amb els clients. Quan hi havia baralles havia de tocar més fort. Adolph sospitava que hagués un negoci brut al darrere, ja que la senyora Schang, la seva cap, el seu fill i el seu soci Max desapareixien de manera regular per les nits. Fins que un dia Max va desaparèixer del tot i la senyora Schang li va dir a Arthur que els portes en cotxe fins a l'Olla d'or per matar a un home. Ell els va dur cap allà però aquell home no va aparèixer, tornant, el seu cavall es va morir, i Adolph va agafar xarampió i les noies el van treure d'allà i el van posar en un tren de tornada a casa. Més tard, va veure en els diaris que la senyora Schang era la líder d'una banda de lladres. El seu germà li va explicar perquè el va rebre amb tanta hostilitat, ja que Leonart ja havia tocat en aquella taverna i l'havien acomiadat, i com s'assemblen molt els dos germans, el va confondre amb ell. Segons ell, aquest fet el va fer veure's més com un home que com un nen.
En el 1908, la seva mare el portava a dalt dels escenaris amb els Rossinyols. La manera de portar-lo en els escenaris és bastant diferent segons qui l'expliqui. Segons la versió d'Adoplh, la seva mare va entrar enmig d'una pel·lícula amb el rostre de desesperació i se'l va endur. En canvi, en la versió de Julius, la seva mare va tenir la idea d'anomenar-los els Quatre Rossinyols, a un espectacle que faria la família, però només eren tres cantant. Per això, va fer cantar a Adolph, davant la rèplica d'Adolph dient que ell no sabia cantar, ella li va contestar que obrís la boca i així ningú es donaria compte.
La primera vegada que va estar a sobre d'un escenari estava tant terroritzat que es fa orinar els pantalons, perquè com va dir ell es va veure davant de moltes cares hostils sense res a què agafar-se.
En el 1911, es va canviar el nom de Adolph a Arthur per por a represàlies, ja que en aquella època hi havia un gran odi cap a la gent alemanya.
En el 1912, es veu que en el número Arthur toca l'arpa, perquè era necessari algun tipus de música. Va rebre un telegrama de la seva mare dient que no se n'anés de la ciutat fins que li arribés el paquet per cotxe de càrrega. En arribar al depòsit va veure una monstruosa caixa on hi havia un instrument musical que mai havia vist en la seva vida. No era l'arpa de la seva àvia sinó una que costava quaranta-cinc dòlars. L'arpa de la seva àvia no funcionava. Li va costar un any aprendre a tocar el seu primer solo en l'arpa, és a dir que va començar a tocar-la en temps dels Rossinyols. Va aprendre a saber on es col·locava l'arpa en un aparador d'un àngel tocant l'arpa, en l'espatlla dreta, no en l'esquerra com feia ell. Van contractar a un famós mestre d'arpa, però aquest el va animar a seguir tocant tal com ho feia. Va dominar les cançons de Annie Laurie i Lucia.
En el 1916, Arthur ja havia fixat l'estil del seu personatge i s'havia quedat mut. Segons el seu germà Julius, va ser quan un empresari d'un tuguri de l'oest va multar Julius amb deu dòlars per fumar un cigar en el seu teatre. Quan aquest li ho va dir als seus germans, aquests van decidir fer vaga i no seguir mentre l'orquestra anunciava l'espectacle. El senyor Wells, l'empresari, es va impacientar. Llavors Arthur va dir: Agafem deu dòlars, vostè uns altres deu i els llencem al platet de l'Exèrcit de Salvació de la cantonada.
Una altra teoria és que en fer el guió de De nou a casa, Arthur interpretava el paper de mut, i llavors es va quedar amb el personatge de l'observador silenciós.
Segons el mateix Arthur, va ser per les crítiques que deien que tenia una veu poc apropiada pel seu estat físic, que era més entretingut quan no parlava. Per això, els va fer cas i no va parlar mai més en l'escena.
En 1914, es va canviar el nom artístic definitivament per Harpo.
Després de tornar d'Anglaterra van caure un altre cop en la misèria, perquè el musical que estaven fent va quedar censurat per problemes administratius. Es va veure sol sense saber què fer, ja que tots s'havien buscat la vida menys ell.
L'endemà de l'estrena de I'll Say She Is, Groucho li va trucar i li va dir que havia rebut una molt bona crítica d'Alexander Wollcott. El qual l'endemà va rebre una visita seva. Des de llavors, es van fer íntims amics i va entrar en el seu cercle d'amistats. En la Taula Rodona de l'hotel Algonquin.
Després de l'èxit de I'll Say She Is va començar a jugar al golf i es va independitzar.
En el 1925 va interpretar un petit paper en la pel·lícula Too Many Kisses. Segons la llegenda, estava visitant a uns amics en el plató i va acabar ficant-s'hi. S'entrebanca amb un home lligat que li diu deslliga'm! I ell li contesta: Estàs segur que no et pots moure?, i el noqueja amb un cop de puny.
Per estar a prop de la seva família es va fer una casa d'estiu a Long Island. Però va estar poc temps en aquella casa, perquè sempre estava a la casa d'estiu de Woollcott, en una illa privada, a Neshobe, on amb molts famosos jugaven al croquet.
En 1928 va marxar amb Aleck, Alice Duer Miller i Beatrice Kaufman a la Riviera francesa, on va conèixer a Bernard Shaw. Però va retornar als EUA per començar amb El Conflicto de los Marx.
Igual que el seu germà Groucho, ell també ho va perdre tot durant el crac del 29, gairebé un quart de milió de dòlars, i necessitava 10.000 dòlars per evitar la seva demanda legal. Es va vendre tot excepte la seva arpa i el seu joc de croquet. Segons ell, les seves possessions valia el mateix que una bossa mitjana de llaminadures. Però el seu germà Zeppo va sorgir en el seu ajut i el va portar a un vaixell en el riu Pittsburgh, per jugar a un joc infantil anomenat Pinchie Winchie. En aquest joc, un home pessigava a l'altre en el mateix lloc per torns. Harpo, en jugar-hi es va tocar el dit amb un suro cremat perquè la víctima acabés completament tacada de negre. Harpo s'ho va fer a un ric, aquest va riure tant que li va dir a un altre que jugués i així fins a fer que Harpo i el seu Pinchie Winchie fossin el centre d'atenció. Tal va ser la diversió que el maquinista del vaixell va aparèixer amb els diners que necessitava Harpo, els 10.000 dòlars, per a Harpo. Així la seva gran Depressió va durar quatre dies.
El 1939, va conèixer Salvador Dalí, pintor surrealista, en París. A qui li va enviar per Nadal una arpa amb cordes de filferro amb culleres penjant. I fins i tot, va voler participar i conèixer millor als germans, però la seva comunicació va ser limitada perquè els dos parlaven idiomes diferents. Però encara amb aquest inconvenient Dalí va escriure un guió d'una pel·lícula pels germans Marx titulat Girafa en amanida de lloms de cavall. El text es va perdre quan Harpo va separar els dibuixos del text per penjar-los en el seu saló.
Va ser accionista del New Yorker, accions guanyades gràcies a les partides guanyades al backgammon i al cribbage a Harold Ross i a Woollcott, que li va permetre fer-se tresorer de Harpo Realty Company.
El 14 de novembre de 1933, Harpo es va embarcar en un viatge en solitari cap a l'URSS, la idea va ser de Alexander Wollcott, un apassionat del New Deal de Roosevelt, perquè la nova administració de l'Estat amb la victòria de Roosevelt als EUA, era una represa de les relacions diplomàtiques amb els soviètics. Harpo va acceptar per la insistència de Woolcott i per les idees socialistes inculcades pel seu germà Groucho. Es van restablir les relacions entre EUA i URSS el 17 d'aquell mateix mes, el mateix dia que es va estrenar Duck Soup. En aquell viatge Harpo va haver de passar per Alemanya on va veure el despotisme nazi. Veia als aparadors de les botigues estrelles de David i pintat la paraula Jueus. Va deixar sorprès al públic amb el seu Gookie i el joc dels ganivets que li surten de la màniga. Va fer el número al que, en aquells moments, era ministre d'Exteriors rus, Maxim Latinov i va aconseguir treure-li unes grans rialles.
Aquest viatge es va fer per demostrar la reconciliació dels EUA amb l'URSS. Per aquest afer van triar com a ambaixador Harpo. En el camí cap a Varsòvia, un americà el va reconèixer i li va prestar cent rubles per pagar l'excés d'equipatge. Però va ser una mala idea perquè introduir la moneda soviètica era un delicte d'alta traïció, que condemnava a treballs forçats en un camp de treball. Va estar amb les autoritats soviètiques fins que l'home va explicar la veritat als agents de la duana.
Va continuar el seu trajecte, allà es va meravellar amb el poc trànsit i les grans cues en tot arreu. Als Estats Units els sindicats i les organitzacions de treballadors continuaven essent mal vistes perquè que creien que era bolxevisme.
El seu últim dia a Moscou, l'ambaixador americà Bullitt el va convocar en una missió secreta: havia de portar un paquet de cartes als Estats Units, amagat a la cama dreta. Fins que el van abordar tres homes que es van presentar com Servei Secret dels Estats Units, just quan es disposava a sortir del vaixell de tornada als Estats Units.
Va anar de gira per promocionar Una Nit a l'òpera passant per Roma, Milà, París i Londres, on va visitar els barris baixos amb el futur rei Eduard VIII.
Al 1932 va conèixer a Susan Fleming amb qui va tenir una gran relació. En un principi no s'hi va voler casar perquè ell no creia en el matrimoni. Però, en tornar de la gira, es va trobar que ella havia remodelat la seva casa i van decidir casar-se el 28 de setembre de 1936. Aquest matrimoni es va mantenir en secret fins que el president Franklin D. Roossevelt va enviar a la parella un telegrama per felicitar-los al mes següent.
Després de la separació del grup còmic va ser un gran home de família. Com que la seva dona no podia tenir fills van començar a adoptar-ne: primer Bill i després Alexander, James Arthur i Minnie.
Les seves primeres paraules en escena, després de la fama, les va dir en una funció amb els seus amics de l'Algonquin. Perseguia una noia per l'escenari mentre cridava T'estimo bojament, bojament. Has escoltat què he dit? Bojament! No t'espantis de la meva passió. Fes-me un petó! Sento la sang calenta bategant per les teves venes varicoses! .
Amb el seu germà Groucho es va embarcar en les llargues gires d'estrelles de l'espectacle per entretenir les tropes i els treballadors dels campaments de l'exèrcit. Això li va fer recordar la mateixa sensació que quan va anar a l'URSS.
L'última pel·lícula que Harpo va fer amb els seus germans va ser Love Happy. En principi només hi havia d'aparèixer ell', però els productors van pressionar perquè hi actuessin també els altres dos germans.
Va passar la resta de la seva vida vivint dels diners estalviats, usant els diners en la seva llar i família. Continuava tocant l'arpa cada dia i es va dedicar a pintar naturalesa morta i paisatges.
Al 1960 va protagonitzar un episodi del Show de June Allyson on Harpo veu un assassinat, però és incapaç de poder-ho explicar a la policia. Això és un paral·lelisme dels assassins que veuen que el seu delicte mai serà enxampat amb la situació actual del país, el món de la por atòmica i la guerra freda, abans de la guerra del Vietnam i l'assassinat de John F. Kennedy.
El 1959 va patir el seu primer atac lleu de cor. Després d'atacs va deixar-ho tot va deixar de tocar l'arpa, de pintar i de fer qualsevol de les coses que feia, després d'atacs reiterats, però va decidir que la inactivitat era massa perillosa i va tornar a fer la seva vida.
El 1964 va veure de nou un empitjorament del seu cor, i es va veure obligat a operar-se i ficar-se un bypass. Però a les sis de la tarda del mateix dia de l'operació, el 28 de setembre, va tornar a patir un altre atac, i tots els esforços per reanimar-la van ser envà. Va morir amb la presència de la seva dona i dos dels seus fills.
Es va fer famós gràcies al seu paper de mut, amb la perruca característica de color taronja, la gavardina amb les butxaques sempre plenes i la botzina, mercès a la qual podia emetre sons.
Va escriure les seves memòries en el llibre ¡Harpo Parla! (1961).

## Filmografia
- Humor Risk (1921)
- The Cocoanuts (1929)
- Animal Crackers (El conflicte dels Marx) (1930)
- Monkey Business (Pistolers d'aigua dolça) (1931)
- The House That Shadows Built (1931)
- Horse Feathers (1932)
- Duck Soup (1933)
- A Night at the Opera (Una nit a l'òpera) (1935)
- A Day at the Races (Un dia a les curses) (1937)
- Room Service (L'hotel dels embolics) (1938)
- At the Circus (Una tarda al circ) (1939)
- Go West (Els germans Marx a l'Oest) (1940)
- The Big Store (1941)
- A Night in Casablanca (Una nit a Casablanca) (1946)
- Love Happy (1949)
- The Story of Mankind (1957)
- Too Many Kisses (1925)
- Stage Door Canteen (La cantina del teatre) (1943)